# Rémeling
Rémeling é uma comuna francesa na região administrativa de Grande Leste, no departamento de Mosela. Estende-se por uma área de 6,47 km². Em 2010 a comuna tinha 320 habitantes (densidade: 49,5 hab./km²).